# Drušići
Drušići är en ort i Montenegro. Den ligger i den södra delen av landet, 17 km sydväst om huvudstaden Podgorica. Drušići ligger 66 meter över havet och antalet invånare är 163.
Terrängen runt Drušići är huvudsakligen kuperad, men åt sydost är den platt. Runt Drušići är det ganska glesbefolkat, med 48 invånare per kvadratkilometer. Närmaste större samhälle är Podgorica, 17,0 km nordost om Drušići. Omgivningarna runt Drušići är en mosaik av jordbruksmark och naturlig växtlighet.